# Bailo di Corfù

Isola di Corfù porta di ingresso nel Mare Adriatico

Il Bailo di Corfù era il rappresentante della Repubblica di Venezia nell'isola di Corfù, facente parte dello Stato da Mar. Egli sovrintendeva gli affari dell'isola durante il dominio veneziano e proteggeva gli interessi commerciali e militari della Repubblica di Venezia.
La prima menzione di un bailo a Corfù risale al 1386 e si trova in una cronaca greca. Si cita anche un bailo di Corfù in un documento dello storico Marco Guazzo del 1544.
A livello subalterno vi erano gli amministratori provinciali veneziani come il duca di Candia, seguito in ordine di anzianità dal Signore di Negroponte, il provveditore di Corfù i castellani di Modone e Corone.
Il bailo di Corfù gestiva anche la costruzione di fortificazioni sull'isola e amministrava anche gli affari delle dipendenze veneziane di Butrinto e Lepanto seppur località di terraferma.
Pantaleone Barbo fu il primo bailo di Corfù.

## Premessa
Per proteggere i suoi interessi militari e commerciali, la Repubblica di Venezia aveva istituito una rete di dipendenze nelle posizioni strategiche del Mar Ionio e dell'Egeo . Tali centri del potere furono chiamati reggimenti e i loro capi furono eletti dal Senato di Venezia o dal Maggior Consiglio . I leader venivano eletti per un periodo compreso tra i 16 mesi e i tre anni.
Nel regno di Candia il rappresentante degli interessi veneziani si chiamava Duca, a Zante veniva invece chiamato Conte e a Corfù veniva chiamato con il titolo di Bailo .

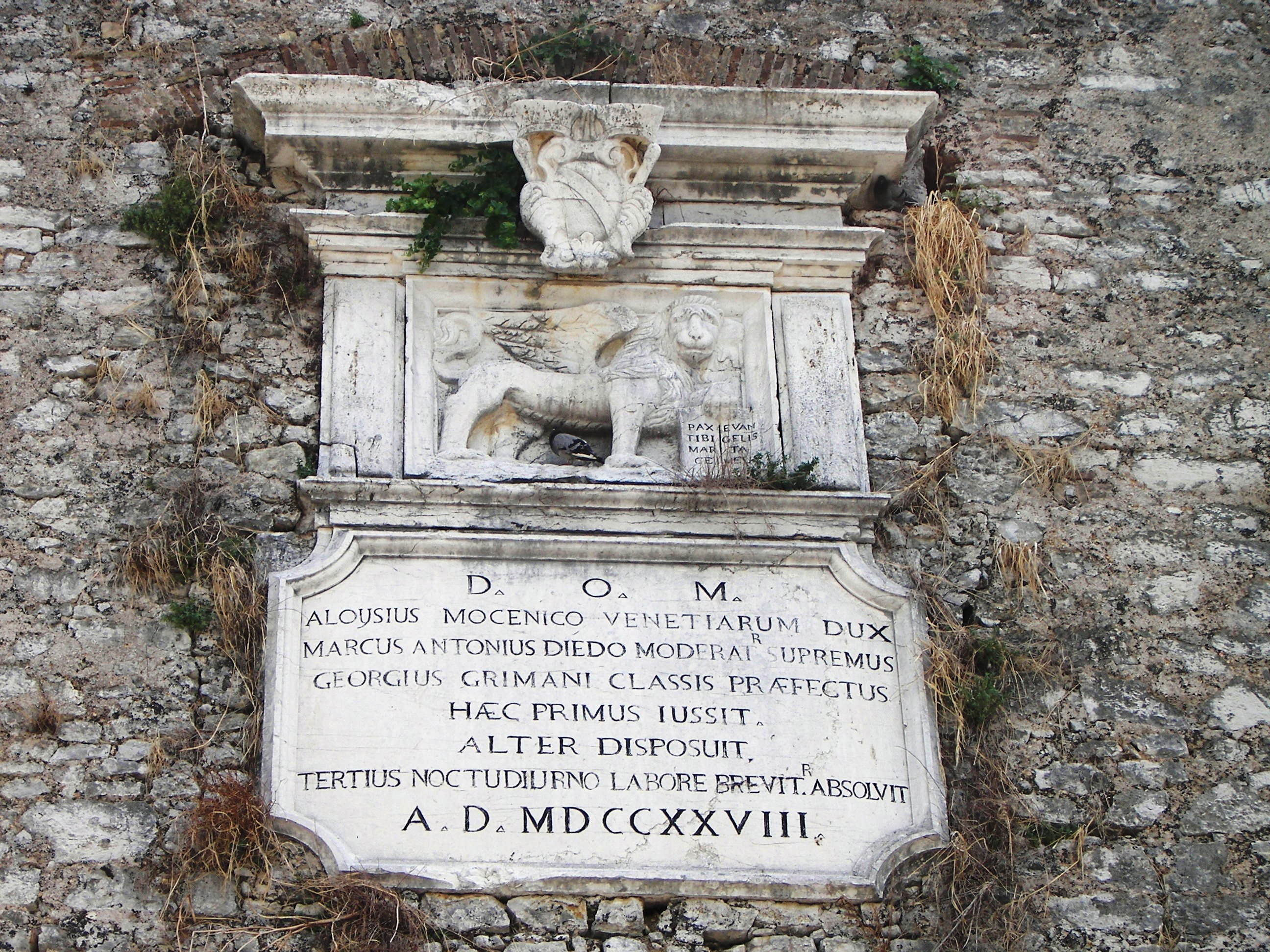
Stemma Veneziano a Corfù

## Comunicazione con Venezia
Durante l'invasione ottomana dell'Albania Veneta, il bailo di Corfù inviò informazioni al Senato veneto sulle conquiste ottomane di Rugina e Valona. I veneziani erano molto preoccupati per le incursioni ottomane che minacciavano il dominio e il commercio di Venezia che passava dal Canale d'Otranto. L'isola era di importanza fondamentale per la Serenissima, difatti vi era la sede dell'ammiragliato veneziano e buona parte della flotta era qua di base. Una caduta dell'isola avrebbe permesso agli ottomani di entrare nel Mar Adriatico e raggiungere Venezia via mare.

## Baili
Nel 1386, Venezia fu rappresentata a Corfù da tre provveditori : Michele Contarini, Saracino Dandolo e Marino Malipiero. Seguì una serie di baili che durò fino alla fine della repubblica:
- Pantaleone Barbo (1386–1387)
- Luigi Priuli (1387–1389)
- Pietro Vidorio (1389–1392)
- Simone Darmerio (1392–1394)
- Nicolo Zeno (1394–1396)Entrata principale Castello Kassiopi
- Bernardo Foscarini (1396–1399)

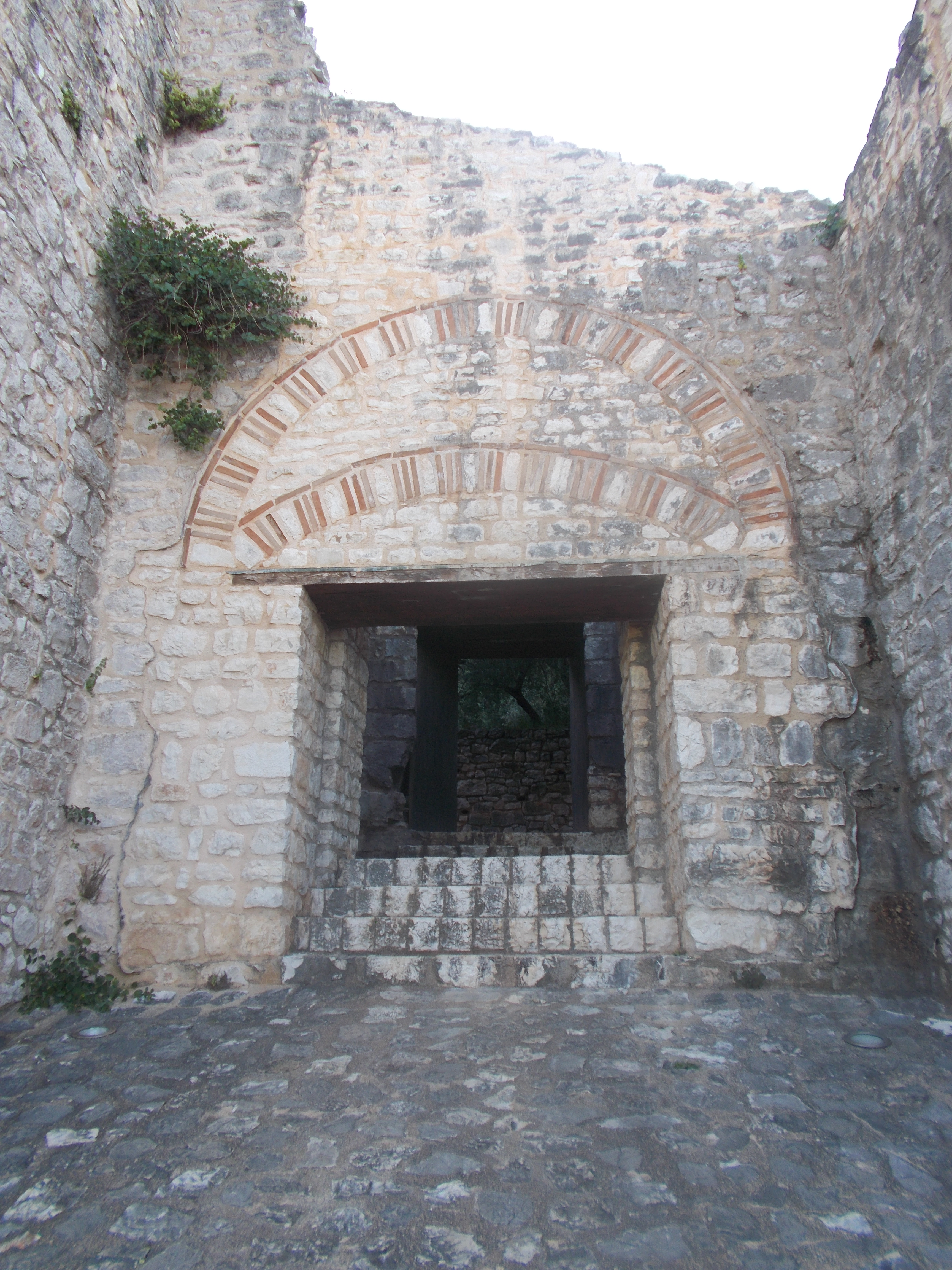
Entrata principale Castello Kassiopi

- Marino di Luca Caravello (1399–1401)
- Giovanni Capello (1401–1403)
- Egidio Morosini (1403–1405)
- Nicolo Foscarini (1405–1407)
- Domenico Contarini (1407–1409)
- Michele Malipiero (1409–1410)
- Roberto Morosini da Santa Giustina (1410–1412)
- Ruggiero Contarini da San Canciano (1412–1413)
- Bernabo Loredano (1413–1415)
- Marino Bondumier (1415–1417)
- Nicolo Foscolo (1417–1419)
- Donato di Fantino Arimondo (1419–1421)
- Tommaso Minotto (1421–1423)
- Marco Miani (1423–1425)
- Marco Michieli (1425–1427)
- Lorenzo Venier da San Salvatore (1427–1428)
- Michele Duodo (1428–1430)
- Zaccaria Bembo (1430–1433)
- Omobuno Gritti (1433–1435)Fortezza di Lepanto mappa di Coronelli
- Giovanni Nani (1435–1438)
- Francesco Bono (1438–1440)
- Vidale Michieli (1440–1443)
- Pietro Bembo (1443–1445)
- Angelo Gradenigo (1445–1447)

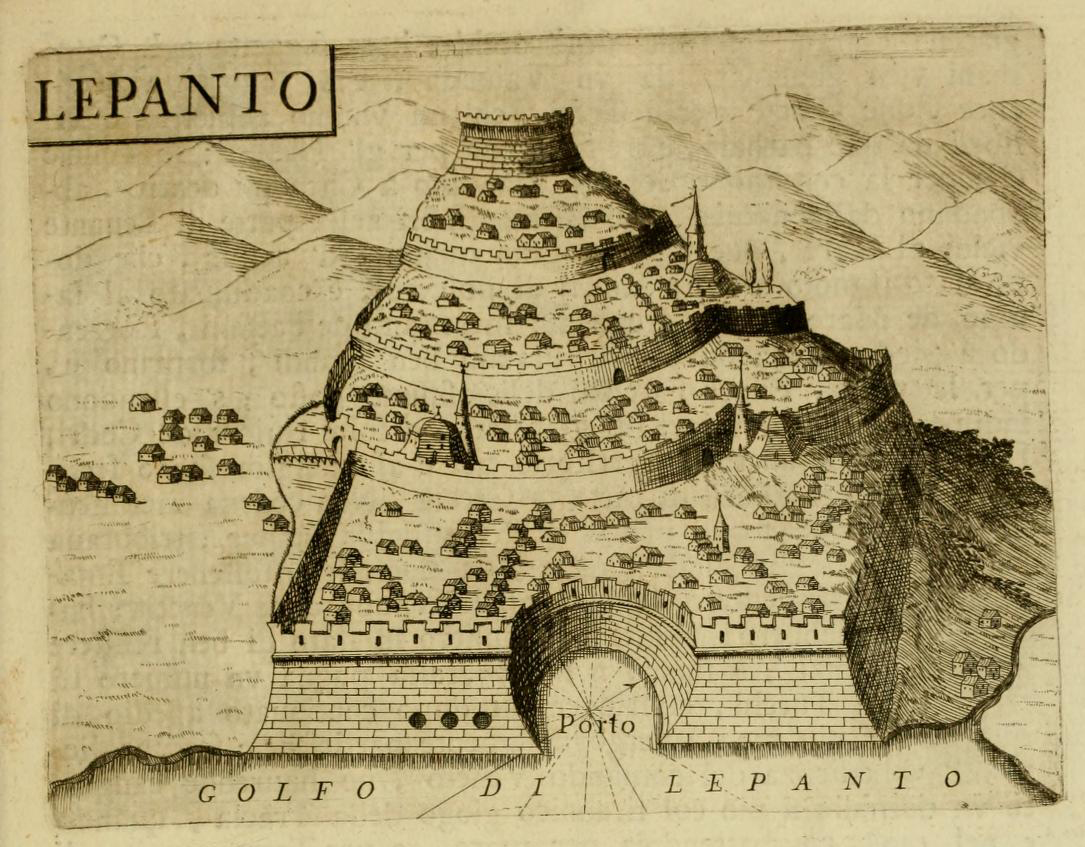
Fortezza di Lepanto mappa di Coronelli

- Giovanni di Daniele Loredano (1447–1450)
- Giorgio Bembo (1450–1453)
- Tommaso Minotto (1453–1456)
- Giovanni Gradenigo (1456–1459)
- Francesco Manolesso (1459–1462)
- Girolamo da Molin (1462–1465)
- Michele di Nicolò Trono (1465–1467)
- Tommaso Memo (1467–1469)
- Bernardo da Pesaro (1469–1470)
- Jacopo Quirini (1470–1472)
- Marco di Andrea Bembo (1472–1475)
- Pietro da Canale (1475–1478)
- Lorenzo da Lezze (1478–1479)
- Jacopo da Mosto (1479–1482)
- Nicolo Michieli (1482–1485)
- Ottaviano Buono (1485–1488)
- Baldassare Valaresso (1488–1489)
- Nicolo Pisani (1489–1492)
- Luigi Venier (1492–1494)
- Francesco Nani (1494–1497)
- Antonio Moro (1497–1499)
- Pietro Lioni (1499–1503)
- Antonio Loredano (1503)
- Nicolo Pisani (1503–1505)
- Giovanni Zentani (1505–1508)
- Antonio Morosini (1508–1509)
- Marco Zeno (1509–1512)
- Luigi Darmerio (1512–1515)
- Luigi Garzoni (1515–1517)
- Andrea Marcello (1517–1519)
- Bernardo Soranzo (1519–1523)
- Giustiniano Morosini (1523–1526)
- Gianluigi Soranzo (1526–1527)
- Nicolo da Ponte (1527–1534)
- Simeone Lioni (1534–1537)
- Stefano Tiepolo (1537–1539)
- Andrea Gritti (1539–1543)
- Almoro Morosini (1543–1544)
- Francesco Sanudo (1544–1546)
- Giovanni da Pesaro (1546–1547)
- Luigi Gritti (1547–1549)
- Girolamo Bragadino (1549–1550)
- Donato Malipiero (1550–1552)
- Luigi da Riva (1552–1554)
- Antonio Barbarigo (1554)
- Francesco Duodo - TizianoZaccaria Morosini (1554–1556)
- Bernardo Sagredo (1556–1558)
- Francesco Duodo (1558–1560)
- Nicolo Dandolo (1560–1562)
- Agostino Sanudo (1562–1564)
- Girolamo Lando (1564–1566)
- Lorenzo Bernardo (1566–1568)
- Nadale Donato (1568–1570)
- Francesco Cornaro (1570–1571)
- Francesco Gritti (1571–1574)
- Giovanni Mocenigo (1574–1577)
- Pietro Pisani (1577–1579)
- Agostino Moro (1579–1581)
- Andrea Navagero (1581–1583)
- Girolamo Capello (1583–1585)
- Antonio Foscarini (1585–1589)
- Bartolommeo Moro (1589–1590)
- Jacopo da Pesaro (1590–1592)
- Marco Loredano (1592–1594)
- Giovanni Sagredo (1594–1596)
- Dolfino Venier (1596–1598)
- Matteo Girardo (1598–1600)
- Lenoardo Giuliano (1600–1602)
- Zaccaria Gabriel (1602–1604)
- Giovanni Lioni (1604–1606)
- Luigi Basadonna (1606–1608)
- Nadale Donato (1608–1610)
- Luigi Bragadino (1610–1612)
- Angelo Gabriel (1612–1614)
- Lorenzo Contarini (1614–1616)
- Girolamo Loredano (1616–1618)
- Andrea Bragadino (1618–1620)
- Antonio Loredano (1620–1622)
- Pietro Marcello (1622–1624)

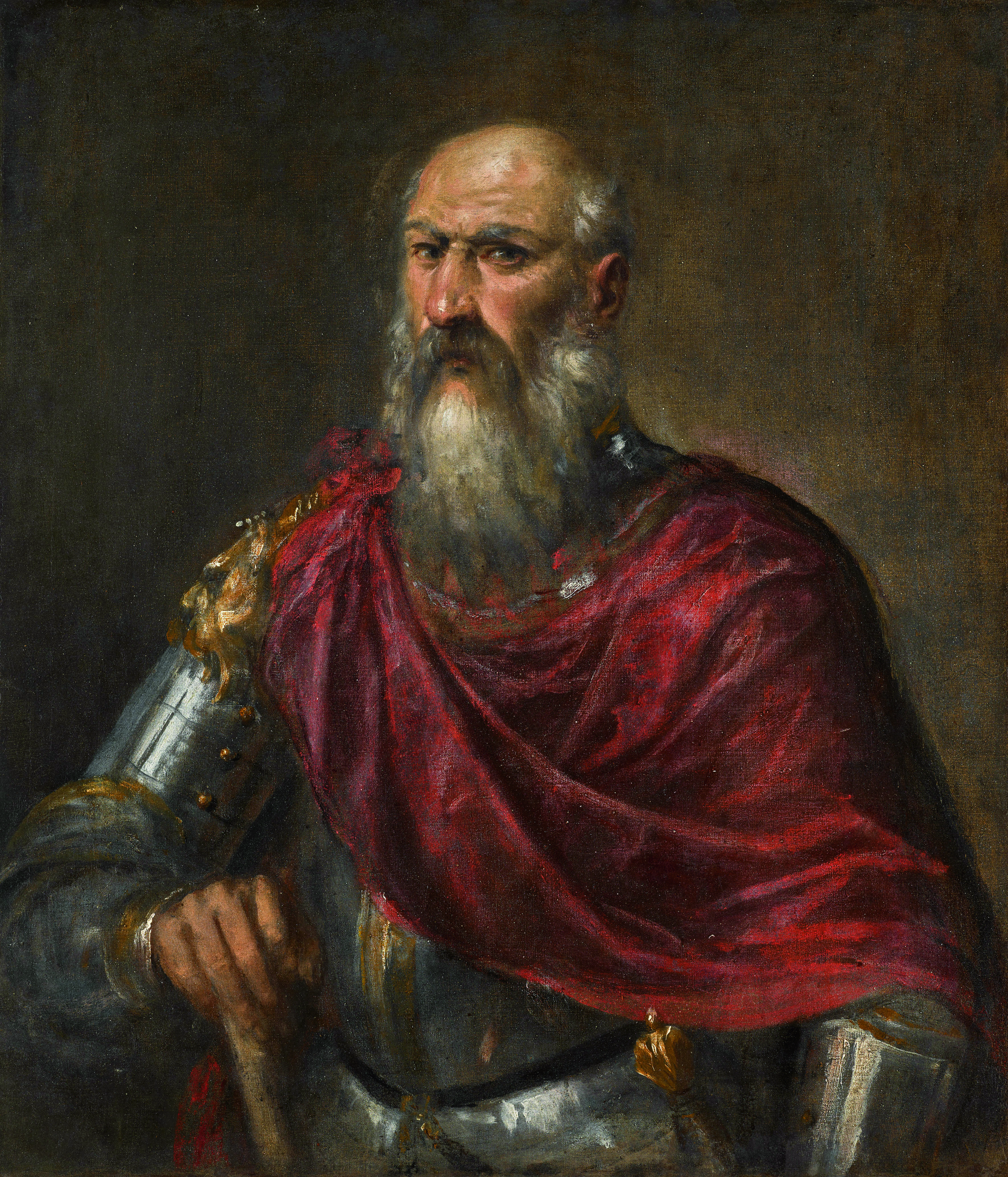
Francesco Duodo - Tiziano

- Lancelotto Mario Gabriel (1624–1626)
- Marcantonio Malipiero (1626–1629)
- Giovanni Priuli (1629–1631)
- Domenico Minio (1631–1633)
- Girolamo Premarino (1633–1635)
- Tommaso Morosini (1635)
- Bernardo Morosini (1635–1637)
- Girolamo Morosini (1637–1639)
- Antonio Girardo (1639–1641)
- Cipriano Civrano (1641–1643)
- Michele Malipiero (1643–1646)
- Girolamo Foscarini (1646–1648)
- Antonio Quirini (1648–1650)
- Giovanni Bembo (1650–1652)
- Francesco Orio (1652–1654)
- Paolo Donato (1654–1656)
- Giovanni Quirini (1656–1658)
- Marino Badoer (1658–1660)
- Antonio Lombardo (1660–1663)
- Antonio da Mosto (1663–1666)
- Almoro Barbaro (1666–1667)
- Giorgio Baffo (1667–1670)
- Giovanni da Mosto (1670–1672)
- Luigis Contarini (1672–1674)
- Bartolommeo Vitturi (1674–1676)
- Marco Balbi (1676–1678)
- Girolamo Morosini (1678–1680)
- Giovanni Badoer (1680–1682)
- Jacopo da Pesaro (1682–1684)
- Giovanni Balbi (1684–1686)
- Leonardo Bono (1686–1689)
- Giorgio Quirini (1689–1691)
- Giovanni Quirini (1691–1694)
- Francesco Semitecolo (1694–1695)
- Giulio Balbi (1695–1697)
- Giambattista Loredano (1697–1699)
- Antonio Foscarini (1699–1701)
- Bernardino Semitecolo (1701–1703)
- Marcantonio Trevisano (1703–1706)
- Giovanni Foscarini (1706–1707)
- Benetto Bollani (1707–1709)
- Pietro Loredano (1709–1711)
- Pietro Donato (1711–1713)
- Iseppo Barbaro (1713–1716)
- Nicolò Foscari (1716–1720)
- Zaccaria Bembo (1720–1722)
- Francesco Badoer (1722–1724)
- Francesco Semitecolo (1724–1726)
- Giovannadrea Pasqualigo (1726–1728)
- Alberto Donato (1728–1730)
- Marino Minio (1730–1732)
- Pietro Balbi (1732–1733)
- Giulio Balbi (1733–1734)
- Daniele Lodovico Balbi (1734–1736)
- Girolamo Bonlini (1736–1741)
- Nicolò Venier (1741–1743)
- Gianfrancesco Sagredo (1743–1745)
- Lucio Antono Balbi (1745–1747)
- Franceso Soranzo (1747–1749)
- Marco Marin (1749–1751)
- Vincenzo Longo (1751–1753)
- Giambattista Lippomano (1753–1755)
- Francesco Antonio Barbo (1755–1758)
- Alessandro Simitecolo (1758–1760)
- Francesco Diedo (1760–1762)
- Gianluigi Maria Donato (1762–1764)
- Giorgio Loredano (1764–1766)
- Nicolò Soranzo (1766–1768)
- Alessandro Bollani (1768–1770)
- Francesco Soranzo (1770–1772)
- Angelo Maria Giorgio (1772–1775)
- Alessandro Morosini (1775–1777)
- Luigi Antonio Condulmer (1777–1779)
- Andrea Bono (1779–1781)
- Giorgio Marin (1781–1782)
- Carlo Giorgio (1782–1784)
- Barbarigo Riva (1784–1786)
- Paolo Antonio Condulmer (1786–1788)
- Giorgio Barozzi (1788–1790)
- Jacopo Soranzo (1790–1792)
- Carlo Balbi (1792–1794)
- Giovan Carlo Maria Giorgio (1794–1796)
- Domenico Zeno (1796–1797)[9]